# Stenostygnellus macrochelis
Stenostygnellus macrochelis is een hooiwagen uit de familie Stygnidae.